# العلاقات الفلبينية الماليزية
تشير العلاقات الماليزية الفلبينية إلى العلاقات الخارجية بين ماليزيا والفلبين. للفلبين سفارة في كوالالامبور، ولماليزيا سفارة في مانيلا وقنصلية عامة في مدينة دافاو. لشعب الدولتين الشقيقتين تاريخ عريق من العلاقات الثقافية والسياسية.
كلاهما عضو مؤسس في رابطة دول جنوب شرق آسيا، وكلا البلدين من العرق الملايو بولينيزي، وكلاهما شريك تجاري مهم. شارك البلدان في محادثات وتدابير أمنية مشتركة في بحر سولو، الذي يمتد بين البلدين.
ساعدت ماليزيا في مساعي حفظ السلام في مينداناو، على الرغم من أن محاولة الرئيس فرديناند ماركوس في السابق لاستعادة شرق صباح بذريعة المطالبة بسلطنة سولو بالقوة عبر «عملية ميرديكا» قد فشلت فشلًا ذريعًا. عقب اعتقال نور ميسوراي في عام 2001، قال رئيس وزراء ماليزيا مهاتير محمد في تصريح إنهم لم يمولوا التمرد على الرغم من الصراعات المستمرة حتى الآن. كلا البلدين منخرط الآن في النزاعات الجارية حول ملكية جزر سبراتلي وأجزاء من صباح.

## تاريخها
في عام 1959، بُعيد استقلال اتحاد مالايا، سلف دولة ماليزيا، أنشأت الفلبين مفوضية في كوالالامبور. كلا البلدين عضو حالي في رابطة دول جنوب شرق آسيا، والاتحاد الآسيوي. في عام 1961، رُقيت المفوضية الفلبينية إلى سفارة. في العام نفسه، أجرى رئيس الفلبين آنذاك كارلوس بّي. غارسيا زيارة دولية إلى مالايا حيث ناقش تشكيل رابطة دول لجنوب شرق آسيا (أيسان) مع رئيس الوزراء المالاياني آنذاك تونكو عبد الرحمن. أُسست أيسان في الثامن من أغسطس 1967 على أيدي خمسة دول جنوب شرق آسيوية بما فيها مالايا آنذاك والفلبين.
كان البلدان إلى جانب إندونيسيا أعضاء أيضًا في مافيليندو، وهو اتحاد غير سياسي قصير الأجل تشكل خلال قمة عُقدت في مانيلا منذ 31 يوليو إلى 5 أغسطس 1963. فُككت المنظمة بعد شهر واحد، ويرجع ذلك جزئيًا إلى سياسة إندونيسيا في المواجهة الإندونيسية الماليزية. عمل البلدان معًا على نحو وثيق في مناطق عديدة.

## العلاقات الدبلوماسية

### الثقافية
شعب مُجمع الجزر الذي يتضمن ماليزيا وإندونيسيا والفلبين متماثل إثنيًا، ويتحدث معظمهم لغات وثيقة الصلة من اللغات الملايو بولينيزية. في كلا البلدين أقليات صينية كبيرة أيضًا، والتي تحاول غالبًا الحفاظ على علاقات وثيقة عبر الحدود.

### الاقتصادية
ماليزيا والفلبين شريكا تجارة مهمين. في عام 2002، احتلت الفلبين المرتبة السادسة عشرة في قائمة أكبر أسواق التصدير والتاسعة في أسواق الاستيراد لماليزيا. أما ماليزيا فاحتلت المرتبة السابعة في قائمة أكبر أسواق التصدير والثامنة في أسواق الاستيراد للفلبين. ماليزيا أيضًا ثاني المصادر الرئيسة للاستثمار الأجنبي بالنسبة للفلبين من بين كل دول أيسان. ثمة أيضًا مجلس أعمال ماليزي فلبيني.

### العمالة والعمال المنزليين
كان معظم الفلبينيين بالقرب من الحدود ينخرطون تقليديًا في تجارة المقايضة مع سكان الساحل في شرق صباح منذ فترة سلطنة سولو ويحافظون على علاقة وثيقة فيما بينهم عبر حركة مستمرة للأشخاص من جنوب الفلبين إلى صباح. أُلغي نظام المقايضة في 2016 وقتما أغلقت ماليزيا حدودها قبل الخطف المستمر لسياحها على أيدي الجماعات المتشددة المتمركزة في جنوب الفلبين. هناك العديد من العمال المؤقتين من الفلبين في ماليزيا، ويخضعون للطرد الدوري من قبل ماليزيا بسبب تجاوز مدة الإقامة والمشاركة في الجرائم.

## مقارنة بين البلدين
هذه مقارنة عامة ومرجعية للدولتين:
| وجه المقارنة                                              | الفلبين                       | ماليزيا       |
| --------------------------------------------------------- | ----------------------------- | ------------- |
| المساحة (كم2)                                             | 343.45 ألف                    | 330.29 ألف    |
| عدد السكان (نسمة)                                         | 104.92 مليون                  | 31.62 مليون   |
| الكثافة السكانية (ن./كم²)                                 | 305.49                        | 95.73         |
| العاصمة                                                   | مانيلا                        | كوالالمبور    |
| اللغة الرسمية                                             | اللغة الفلبينية، لغة إنجليزية | لغة ماليزية   |
| العملة                                                    | بيسو فلبيني                   | رينغيت ماليزي |
| الناتج المحلي الإجمالي (بليون دولار)                      | 313.60 مليار                  | 314.50 مليار  |
| الناتج المحلي الإجمالي (تعادل القوة الشرائية) بليون دولار | 743.90 مليار                  | 817.43 مليار  |
| الناتج المحلي الإجمالي الاسمي للفرد دولار أمريكي          | 2.90 ألف                      | 9.77 ألف      |
| الناتج المحلي الإجمالي للفرد دولار أمريكي                 | 7.39 ألف                      | 25.64 ألف     |
| مؤشر التنمية البشرية                                      | 0.668                         | 0.779         |
| رمز المكالمات الدولي                                      | +63                           | +60           |
| رمز الإنترنت                                              | .ph                           | .my           |
| المنطقة الزمنية                                           | توقيت الفلبين                 | ت ع م+08:00   |

## مدن متوأمة
في ما يلي قائمة باتفاقيات التوأمة بين مدن فلبينية وماليزية:
- ترتبط مانيلا مع Seberang Perai [الإنجليزية]‏ باتفاقية توأمة منذ 1966.[36][36][36]

## منظمات دولية مشتركة
يشترك البلدان في عضوية مجموعة من المنظمات الدولية، منها:
| علم المنظمة | اسم المنظمة                                      | تاريخ انضمام الفلبين | تاريخ انضمام ماليزيا |
| ----------- | ------------------------------------------------ | -------------------- | -------------------- |
|             | بنك التنمية الآسيوي                              | 1966                 | 1966                 |
|             | وكالة ضمان الاستثمار متعدد الأطراف               | 8 فبراير 1994        | 6 ديسمبر 1991        |
|             | الأمم المتحدة                                    | 24 أكتوبر 1945       | 17 سبتمبر 1957       |
|             | الفريق المعني برصد الأرض                         | ?                    | ?                    |
|             | منظمة حظر الأسلحة الكيميائية                     | ?                    | ?                    |
|             | أسيان                                            | 8 أغسطس 1967         | 8 أغسطس 1967         |
|             | منظمة التجارة العالمية                           | 1995                 | ?                    |
|             | منظمة الشرطة الجنائية الدولية                    | ?                    | ?                    |
|             | مؤسسة التنمية الدولية                            | 28 أكتوبر 1960       | 24 سبتمبر 1960       |
|             | يونسكو                                           | 21 نوفمبر 1946       | 16 يونيو 1958        |
|             | الاتحاد البريدي العالمي                          | ?                    | ?                    |
|             | البنك الدولي للإنشاء والتعمير                    | 27 ديسمبر 1945       | 7 مارس 1958          |
|             | منتدى آسيان الإقليمي ‏                            | ?                    | ?                    |
|             | المنظمة الهيدروغرافية الدولية                    | ?                    | ?                    |
|             | الاتحاد الدولي للاتصالات                         | 25 مايو 1912         | 3 فبراير 1958        |
|             | مؤسسة التمويل الدولية                            | 12 أغسطس 1957        | 20 مارس 1958         |
|             | المركز الدولي لتسوية المنازعات الاستشارية        | 17 ديسمبر 1978       | 14 أكتوبر 1966       |
|             | منتدى التعاون الاقتصادي لدول آسيا والمحيط الهادئ | 6 نوفمبر 1989        | 6 نوفمبر 1989        |

## وصلات خارجية
- موقع وزارة الخارجية الفلبينية
- موقع وزارة الخارجية الماليزية